# Boulder City, Nevada

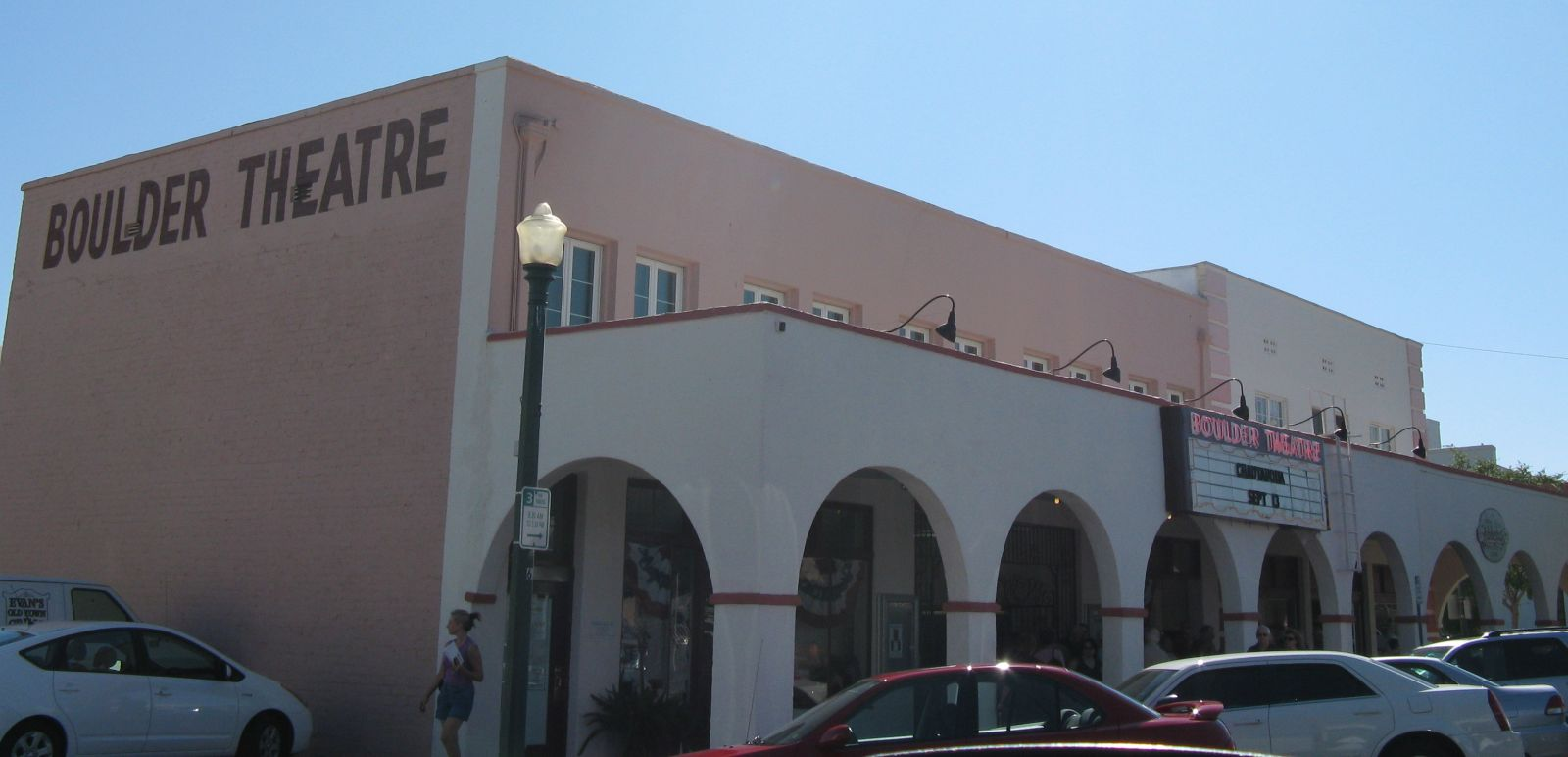
Boulder Theatre, built in 1931, was the first air-conditioned building in the city. It is now owned by Desi Arnaz, Jr. and his wife Amy, and is listed on the National Register of Historic Places

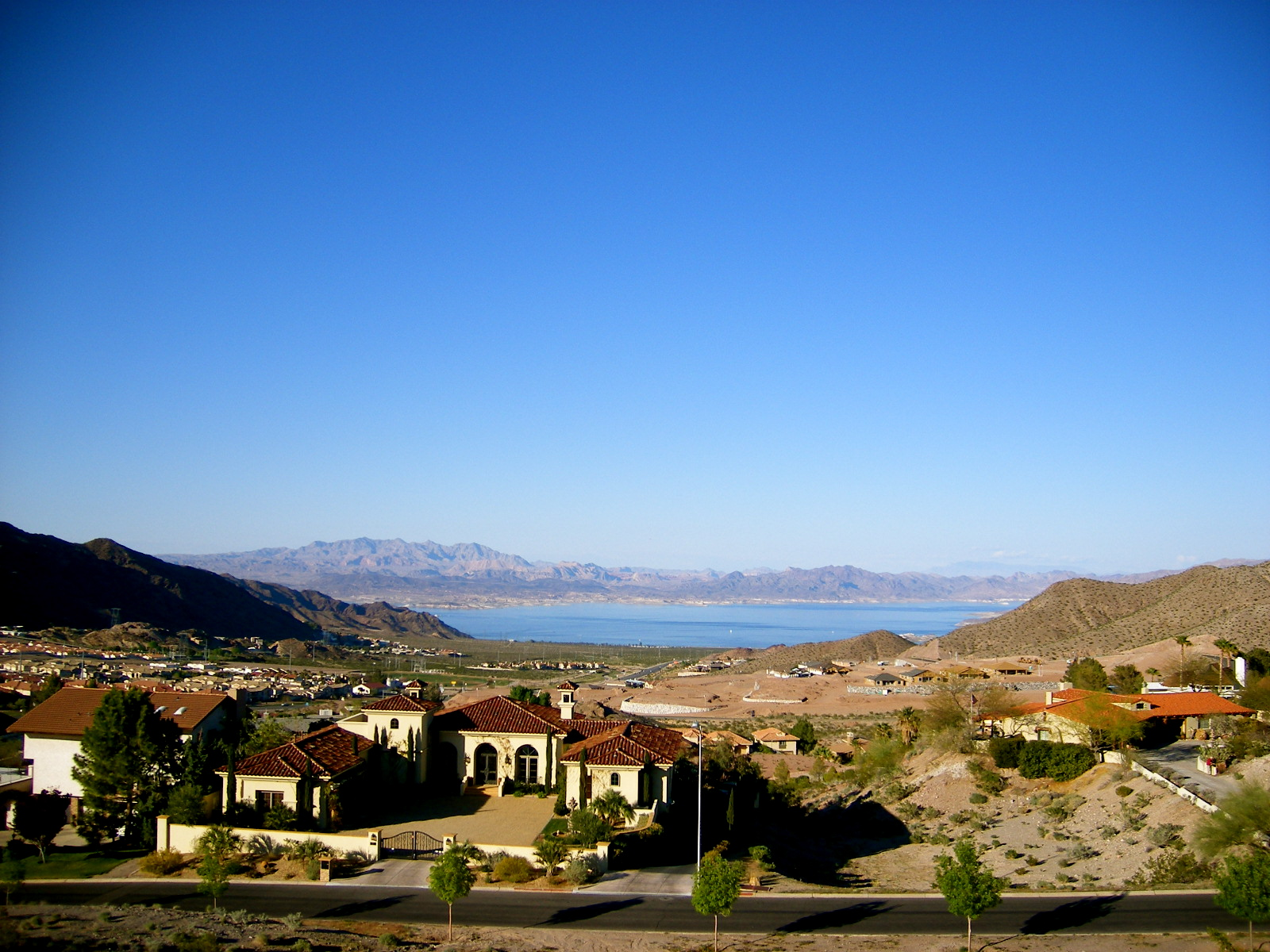
New subdivision with a view of Lake Mead

Thành phố Boulder là một thành phố thuộc quận Clark, tiểu bang Nevada, Hoa Kỳ. Nó cách thành phố Las Vegas gần 20 mi (32 km). Theo điều tra dân số của Cục điều tra dân số Hoa Kỳ năm 2000, thành phố này có 14.966, và năm 2008 ước lượng có 16.840 người.
Thành phố Boulder là một trong hai thành phố chị em của Nevada mà cấm sòng bạc.